# Mollaayrım
Mollaayrım è un comune dell'Azerbaigian situato nel distretto di Tovuz. Conta una popolazione di 253 abitanti.